# Fríðrikur Petersen
Fríðrikur Petersen (22 d'abril de 1853 - 26 d'abril de 1917) fou un destacat clergue, escriptor i polític unionista feroès.
Petersen va néixer a Saltnes, a l'illa d'Eysturoy. Era fill de Súsanna Fredrikka Óladóttir Hansen (1826-1905), de Nes, i de Johannes Petersen (1812-1901), de Klaksvík. Es va casar el 23 de setembre de 1880 Copenhaguen amb Sophie Amalie, originària d'aquesta ciutat.
Va anar a estudiar a Reykjavík, Islàndia, el 1875 i va rebre la llicenciatura en Teologia el 1880. Va ser ordenat sacerdot luterà a l'Església de les Illes Fèroe (Fólkakirkjan). Va servir com a clergue a Sandoy (1880), Suðuroy, (1885) i a Eysturoy (1900). Va ser degà rural a Nes des de 1900 fins a 1917. El 1892 va traduir Parenostre al feroès; aquesta traducció es considera la primera traducció moderna de la pregària en aquesta llengua.
Petersen també va entrar en política. Va ser membre de la Løgting el 1890 i del Landstinget danès (1892-1900). Va ocupar el càrrec de conseller regional de les Illes Fèroe de 1894 a 1902. Va ser membre del Partit Unionista feroès des de la creació el 1906 fins que va morir.
La moderna església de Fredericks (Fríðrikskirkjan) de Nes es va acabar de construir el 1994 i va ser batejada així en honor de Fríðrikur Petersen.
Fríðrikur Petersen va morir el 1917 a Frederiksberg, Copenhaguen.

## Cançons dels seus poemes
- O móðurmál, stórt er títt fall (Føroyska málið) (1877)
- Vísa um Føroyar (Eg oyggjar veit) (1877)
- Hvat kann røra hjartastreingir (Føroyska málið) (1878)
- Gevið Brøður (1878)
- Bróður skál (1879)
- Gleðilig Jól (Jólasálmur) (1891)
- Tíðin rennur sum streymur í á (skrevet nyttårsaften 1891)
- Deyði, hvar er nú broddur tín (1900)
- Hvørjum man tykjast vakurt hjá sær (1892)